# Gnindékuy
Gnindékuy, également orthographié Niendékuy, est une commune rurale située dans le département de Béréba de la province de Tuy dans la région des Hauts-Bassins au Burkina Faso.

## Géographie
Gnindékuy se trouve à moins de 2 km au nord de Béréba.

## Économie
Proche de la ligne d'Abidjan à Ouagadougou, la commune – formant un ensemble avec Bankoni, Dakoni et Tiawama – bénéficie directement de retombées économiques de son passage sur son territoire.

## Santé et éducation
Le centre de soins le plus proche de Gnindékuy est le centre de santé et de promotion sociale (CSPS) de Béréba.